# 青云镇 (松潘县)
青云乡，是中华人民共和国四川省阿坝藏族羌族自治州松潘县下辖的一个乡镇级行政单位。2019年12月，撤销大寨乡，将原大寨乡水草坝村、上泥巴村、大寨村所属行政区域划归青云镇管辖。

## 行政区划
青云乡下辖以下地区：
石河桥村、谷斯村、红花屯村、东山村、东龙村、雄山村和下泥巴村。